# Tufão Rammasun (2008)
O tufão Rammasun (designação internacional: 0602; designação do JTWC: 03W; designação filipina: Butchoy) foi um intenso ciclone tropical que afetou as Filipinas, as Ilhas Marianas e o Japão em meados de Maio de 2008. Rammasun foi o terceiro ciclone tropical, o segundo sistema nomeado, o segundo tufão e o primeiro super tufão da temporada de tufões no Pacífico de 2008. O sistema formou-se de uma perturbação tropical em 7 de Maio a sudeste das Filipinas e seguiu para o norte, fortalecendo-se rapidamente, alcançando o pico de intensidade com ventos máximos sustentados de 250 km/h, intensidade equivalente a um furacão de categoria 4 na escala de furacões de Saffir-Simpson, antes de encontrar condições desfavoráveis e tornar-se um ciclone extratropical no dia seguinte.
Embora não tenha atingido diretamente a costa, suas bandas externas de tempestade causaram duas mortes indiretas na região central das Filipinas, onde também enchentes e deslizamentos de terra foram relatados. O sistema também afetou a costa sudeste do Japão com fortes ondas.

## História meteorológica

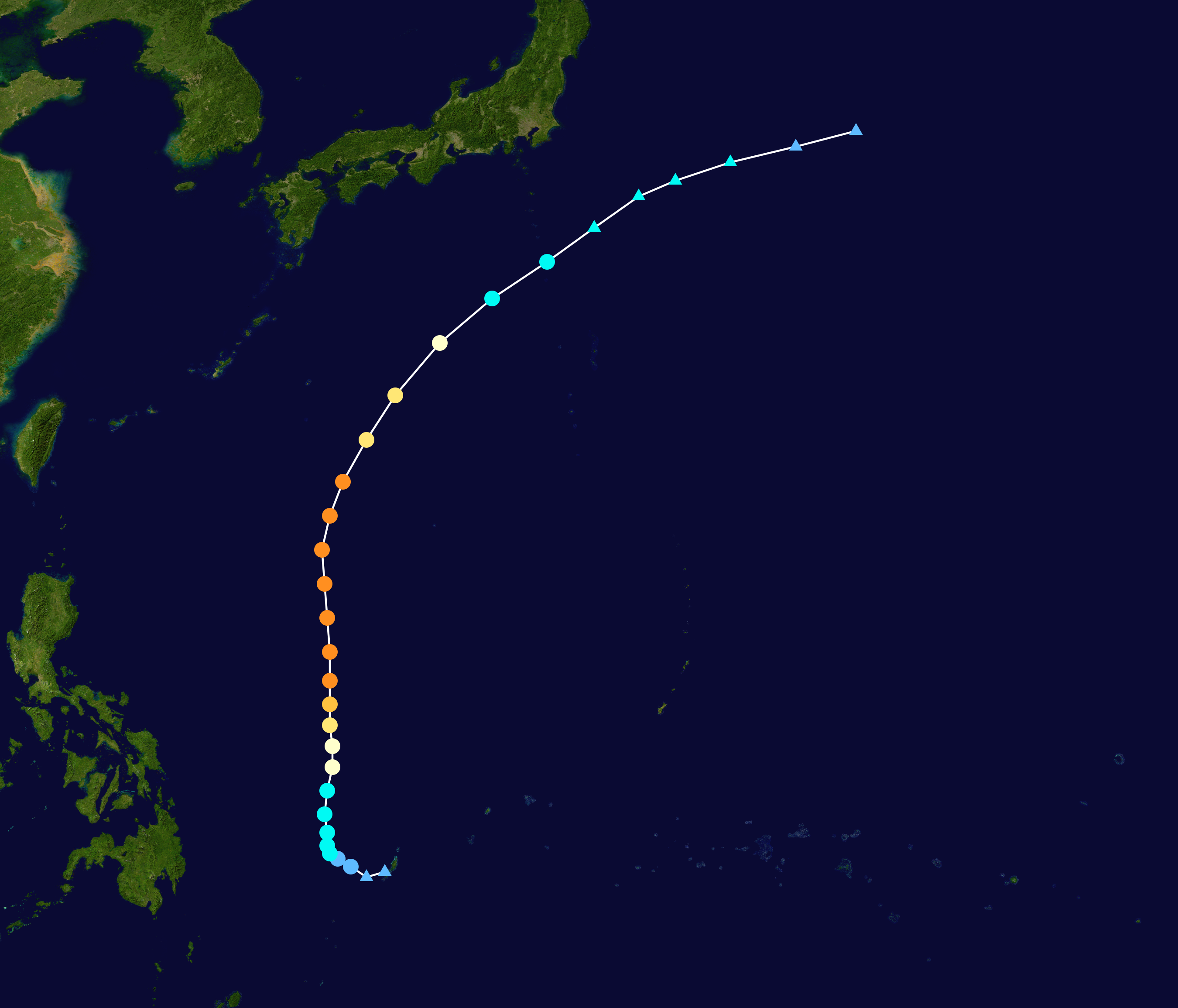
O caminho de Rammasun

Uma área de convecção formou-se a sudeste das Filipinas em 14 de Maio. Em 15 de Maio, o Joint Typhoon Warning Center passou a monitorar o sistema como uma perturbação tropical. O JTWC notou que a perturbação, que naquele momento estava localizado a cerca de 850 a sudoeste de Yap, estava numa região favorável para o ciclogênese tropical, com fraco cisalhamento do vento e boa divergência acima. As bandas de tempestade continuaram a se consolidar, apesar da grande, embora desorganizada, circulação ciclônica de baixos níveis. Com isso, o JTWC emitiu um alerta de formação de ciclone tropical (AFCT) sobre o sistema no final da noite (UTC) de 6 de Maio. No começo da madrugada de 7 de Maio, a Agência Meteorológica do Japão (AMJ) reconheceu a formação de uma fraca depressão tropical na região, enquanto que durante a manhã (UTC) daquele dia, o JTWC emitiu seu primeiro aviso sobre a recém-formada depressão tropical 03W. Naquele momento, a depressão localizava-se a cerca de 185 km de Palau. Inicialmente, um anticiclone sobre a depressão ajudou a melhorar a distribuição radial dos fluxos externos e movia-se para oeste-noroeste, sob a influência de uma alta subtropical localizada a nordeste do sistema. Durante a noite (UTC) de 7 de Maio, o JTWC classificou o sistema para uma tempestade tropical, notando que o sistema adquiriu uma trajetória para o norte, já que um cavado de médias latitudes sobre a China oriental tinha emergido no Mar da China, obrigando a alta subtropical a se deslocar para o sul e, consequentemente, obrigando o sistema tropical a seguir para o norte. Praticamente ao mesmo tempo, a AMJ classificou o sistema numa tempestade tropical e lhe atribuiu o nome Rammasun, nome que foi submetido pela Tailândia e refere-se ao deus do trovão na mitologia tailandesa. Apesar de, naquele momento, o sistema ser uma tempestade tropical, a circulação ciclônica de baixos níveis continuava grande e desorganizado, com várias pequenas circulações ciclônicas ligadas ao sistema dominante, embora a maioria das áreas de convecção estavam localizadas no lado ocidental do sistema. Horas depois, a AMJ classificou Rammasun numa tempestade tropical severa.
Na madrugada (UTC) de 9 de Maio, Rammasun foi classificado como um tufão, segundo o JTWC. Principal circulação ciclônica de baixos níveis tornou-se mais consolidada e um cavado tropical de alta troposfera ajudou na melhora dos fluxos externos radiais. Uma estrutura destacada formou-se no centro da circulação de Rammasun, demonstrando a formação de um olho. Apenas 3 horas depois, a AMJ classificou Rammasun num tufão. Mais tarde, um olho com 37 km de diâmetro tornou-se evidente no centro das áreas de convecção de Rammasun em imagens de satélite no canal infravermelho. Durante aquele dia, o tufão Rammasun intensificou-se rapidamente e na madrugada de 10 de Maio, o sistema já apresentava ventos máximos sustentados de 220 km/h, 120 km/h a mais do que 24 horas antes. Durante a madrugada de 10 de Maio, o tufão apresentava uma parede do olho concêntrica com grandes áreas de convecção profunda distribuídas por toda a circulação ciclônica do sistema. Às 15:00 (UTC) de 10 de Maio, o JTWC classificou Rammasun como um super tufão, o primeiro da temporada de tufões no Pacífico de 2008, e atingiu o pico de intensidade, com ventos máximos sustentados de 250 km/h. A interação de Rammasun com um cavado de ondas curtas de altos níveis causou um ligeiro enfraquecimento do sistema, embora o mesmo cavado de onda curtas tenha agido posteriormente como um melhorador dos fluxos externos associados ao tufão, permitindo a reintensificação de tufão, que novamente alcançou o pico de intensidade com ventos máximos sustentados de 250 km/h.

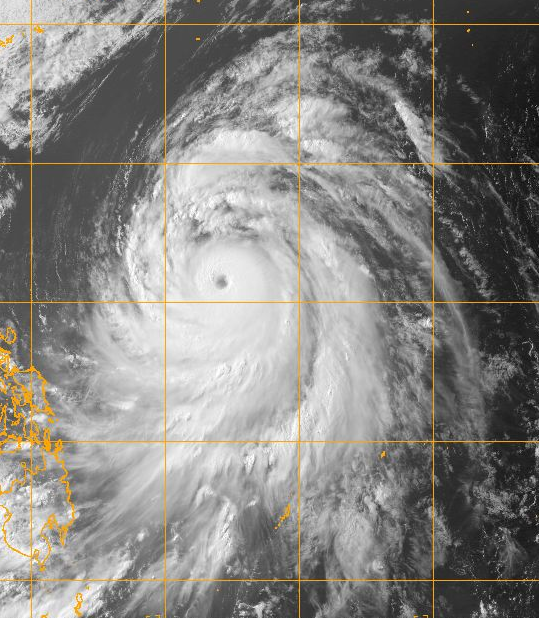
O tufão Rammasun em 10 de Maio

Durante a manhã (UTC) de 11 de Maio, o JTWC desclassificou Rammasun para um tufão simples, notando que o sistema tinha começado a interagir com a zona baroclínica de médias latitudes. Rammasun começou a sofrer transição extratropical assim que começou a interagir com a zona baroclínica, com os ventos do oeste e com as águas cada vez mais frias. Com isso, a circulação ciclônica de baixos níveis começou a ficar separada da circulação ciclônica de altos níveis. Ao mesmo tempo, o raio de ventos máximos expandiu-se significativamente, o que indicava a extratropicalização do sistema. Durante a noite (UTC) de 12 de Maio, a AMJ desclassificou Rammasun para uma tempestade tropical severa. Rammasun tornou-se totalmente extratropical horas depois e o JTWC emitiu o último aviso sobre o sistema. Durante a madrugada de 13 de Maio, a AMJ fez o mesmo.
Ainda assim, a AMJ monitorou Rammasun como um ciclone extratropical em seus boletins ultramarinos até a madrugada de 15 de Maio, quando o sistema, movendo-se para leste, cruzou a Linha Internacional de Data. A partir de então, o Centro de Previsões Oceânicas da National Oceanic and Atmospheric Administration (NOAA) continuou a monitorar o sistema extratropical remanescente de Rammasun até 21 de Maio, quando o sistema dissipou-se completamente na costa oeste do Canadá.

## Preparativos e impactos
Por se manter distante da costa durante todo o seu período de existência, Rammasun não causou danos significativos. Em 8 de Maio, a Administração de Serviços Atmosféricos, Geofísicos e Astronômicos das Filipinas (PAGASA) alertou a população local sobre a possibilidade de chuvas fortes nas Filipinas. A Agência também avisou aos navios a leste do arquipélago a evitarem a trajetória do tufão. As bandas externas de tempestade Rammasun provocaram chuvas fortes no arquipélago filipino. Na cidade de Ilog, na província de Negros Occidental, 2.655 pessoas tiveram que ser retiradas devido às enchentes. Duas pessoas morreram quando foram levadas pelas enxurradas. Chuvas e rajadas de vento, também causadas pelas bandas externas de tempestade associadas a Rammasun foram relatados em Palau. O Japão também sentiu a passagem de Rammasun durante a passagem do sistema ao largo da costa sudeste do país. Na região foram relatadas fortes chuvas e na costa, as fortes ondas causaram ressacas.